# Gallirallus modestus
El rascón de la isla Chatham, rascón de las islas Chatham, rascón de Chatham o rascón de las Chatham (Cabalus modestus) es una especie de ave extinta de la familia Rallidae. Era un ave no voladora.
Su similitud genética con Gallirallus dieffenbachii hace que muchos consideren a esta especie parte del género Gallirallus.

## Distribución y hábitat
Era endémica de Nueva Zelanda.  

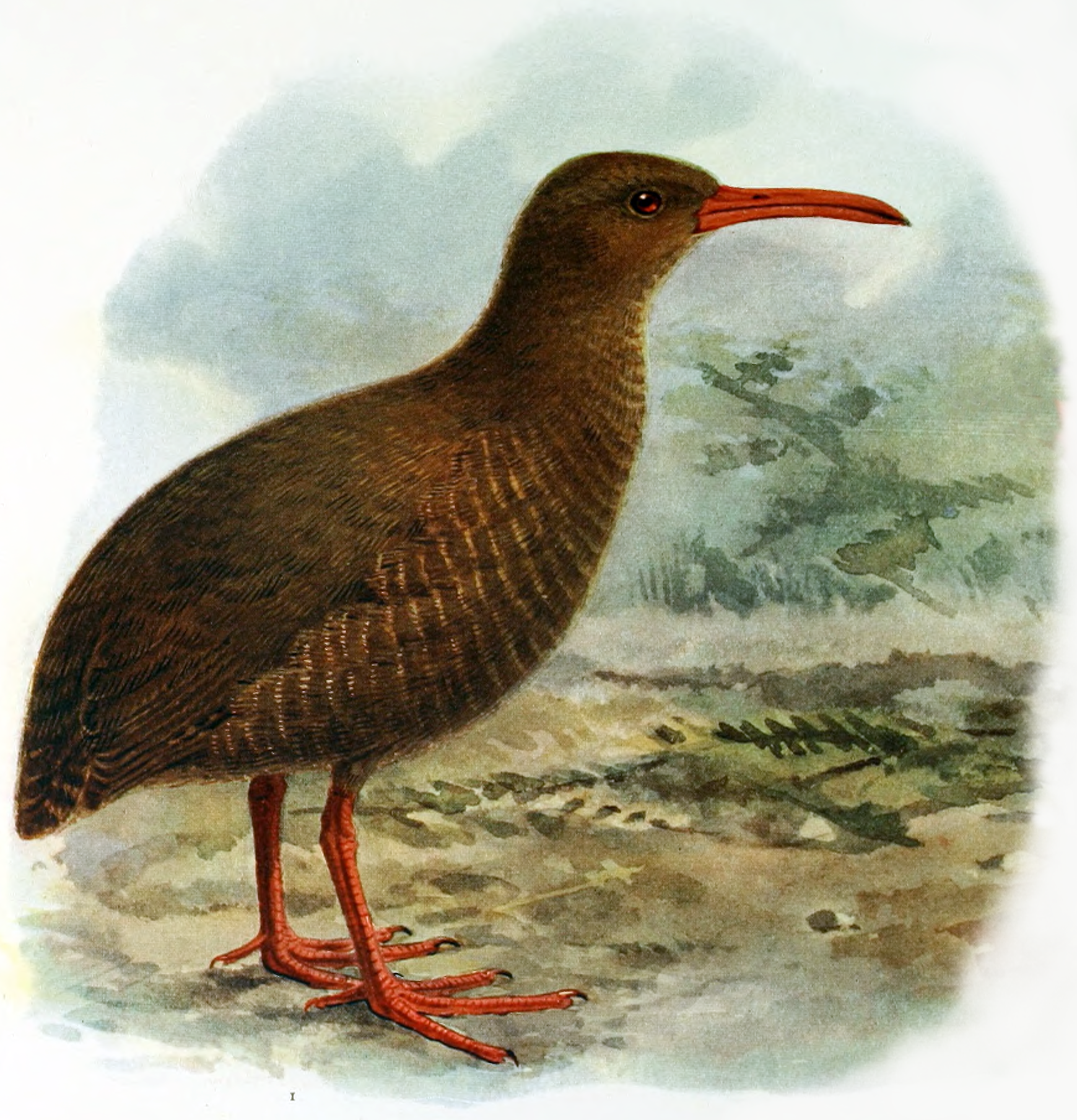
Ilustración de 1907.

Cabalus modestus era un ave endémica de las islas de Chatham, Mangere y Pitt, Nueva Zelanda. Fue descubierta en Mangere en 1871, y allí se recolectaron 26 especímenes para museos. Entre  1896 y 1900 se extinguió en la isla. También se posee información de la especie a partir de huesos del siglo XIX encontrados en las islas  Chatham y Pitt. Es probable que hubiera habitado entre los arbustos y pastizales.

## Extinción

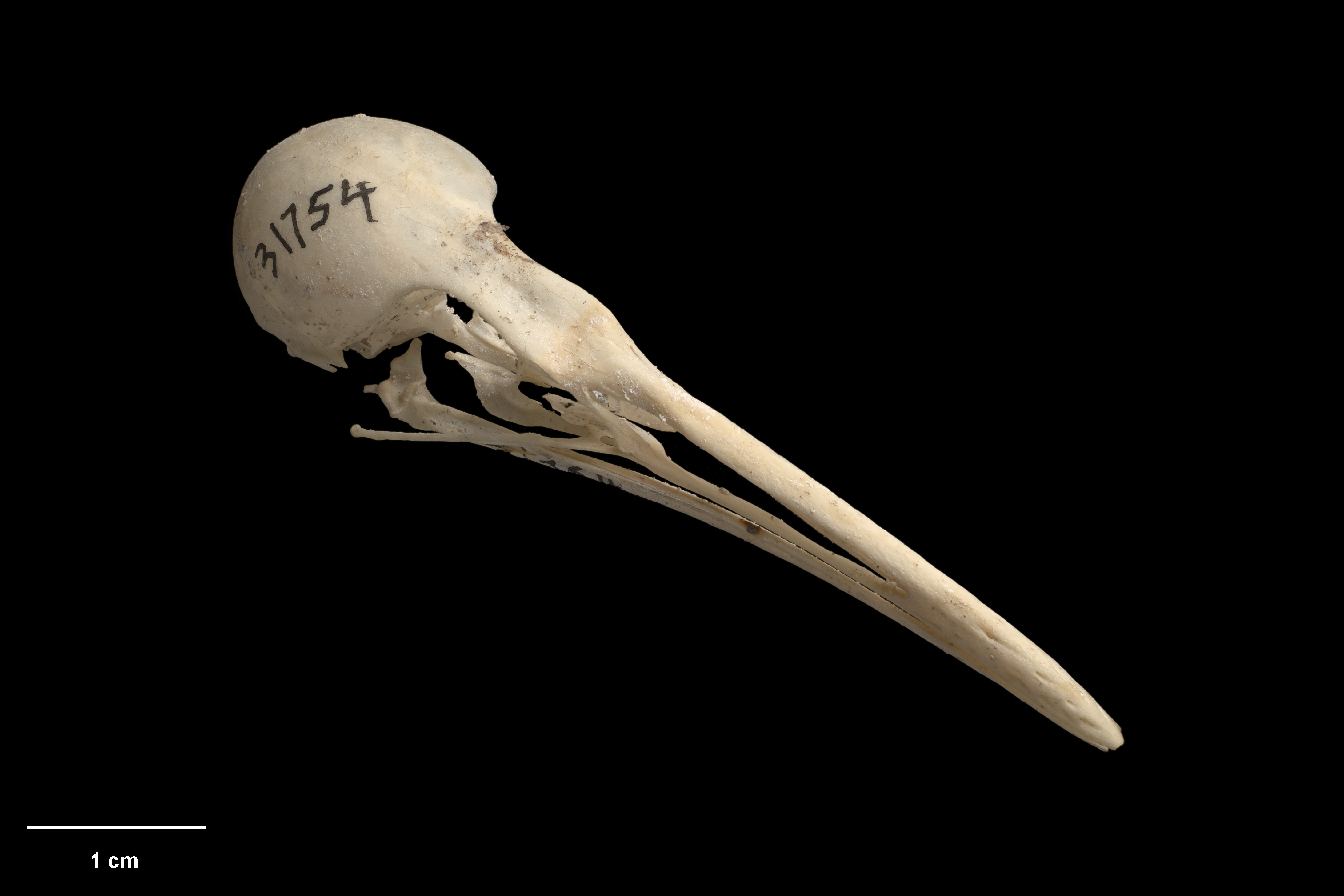
Cráneo del rascón de la isla Chatman

Se cree que su extinción puede haber sido causada por depredación por parte de ratas y gatos (los cuales llegaron a la isla en la década de  1890), destrucción del hábitat para proveer pasturas para el ganado ovino (que hacia 1900 había destruido todos los pastizales y arbustos autóctonos de la isla), y de la acción de cabras y conejos que también se alimentaban de pastos. Olson ha sugerido, que en las islas Chatham y Pitt, la extinción también se produjo a causa de la competencia con el rascón de Dieffenbach (Gallirallus dieffenbachii) que era de mayor tamaño (y también se extinguió), pero se sabe que las dos especies eran simpátricas en Mangere. Gallirallus dieffenbachiii y G. modestus tenían un ancestro volador común, aunque ambas eran no voladoras; su simpatría sugiere una evolución paralela después de la colonización separada de las islas Chatham.